# Nelson W. Aldrich Jr.
Nelson Wilmarth Aldrich Jr. (Boston, 11 de abril de 1935-North Stonington, 8 de marzo de 2022) fue un escritor y editor estadounidense. Se destacó por escribir Old Money: The Mythology of Wealth in America (Alfred A. Knopf, 1988; Allworth Press, 1996), Tommy Hitchcock: An American Hero (Fleet Street Corporation, 1985), así como George, Being George (Random House, 2008), la historia del escritor y miembro de la alta sociedad George Plimpton.

## Primeros años
Aldrich nació en Boston, Massachusetts, el 11 de abril de 1935. Su padre, Nelson Aldrich III, trabajó como arquitecto y fue presidente del Instituto de Arte Contemporáneo de Boston; su madre era Eleanor Tweed. Se divorciaron cuando Aldrich tenía tres años. Su bisabuelo, Nelson W. Aldrich, fue líder del Partido Republicano en el Senado y fundamental en la fundación del Sistema de la Reserva Federal en los Estados Unidos. Aldrich inicialmente asistió a la Fay School, antes de ir a la St. Paul's School en Concord, Nuevo Hampshire. Luego estudió historia y literatura estadounidenses en la Harvard College, donde fue miembro del Porcellian Club y editó i.e., the Cambridge Review. Se graduó en 1957, y luego asistió a Instituto de Estudios Políticos de París en el otoño de ese mismo año.

## Carrera
Después de mudarse a París, Robert B. Silvers le pidió a Aldrich que lo sucediera en The Paris Review. Silvers, a quien Aldrich felicitó por tener la «paciencia de Job cuando se trataba de explicar cualquier cosa», en consecuencia, fue el mentor de Aldrich, quien finalmente se convirtió en el editor de la revista en París. Al regresar a los Estados Unidos, enseñó en una escuela pública en Harlem. También trabajó como reportero para The Boston Globe y fue colaborador frecuente de publicaciones como Vogue y Harper's. Posteriormente se convirtió en editor principal de esta última publicación y editor en jefe de Civilization, la revista de la Biblioteca del Congreso. Enseñó en la Universidad de Long Island y en el City College de Nueva York, produjo un programa de televisión y fue empleado como cabildero.
Aldrich escribió la historia de portada de una edición de enero de 1979 de The Atlantic, titulada Preppies: The Last Upper Class? Una década después, escribió el libro Old Money: The Mythology of Wealth in America. El coautor Adam Hochschild caracterizó el trabajo en Los Angeles Times como «un retrato psicológico tan reflexivo de la aristocracia de Estados Unidos como el que tenemos». Además, Jane O'Reilly en The New York Times Book Review lo describió como un «libro de autoayuda para aquellos que tienen demasiado». La hija de Aldrich contó más tarde cómo se sintió impulsado a escribir sobre el tema «por la necesidad de comprender, descubrir y explicar a los demás la clase en la que nació».
Aldrich también escribió una biografía sobre Thomas Hitchcock Jr. que se publicó en 1985. Recibió la Beca Guggenheim en 1989, en el campo de estudio de la no ficción general. Más tarde editó el libro George, being George (2008), una biografía oral sobre su colega periodista literario George Plimpton. La narración se contó a través de relatos de primera mano, con Aldrich y otros siete colaboradores entrevistando a 374 personas conectadas a Plimpton.

## Vida personal
El primer matrimonio de Aldrich fue con Anna Lou Humes. Juntos, tuvieron un hijo (Liberty). También adoptó a una de sus cuatro hijas de su matrimonio anterior (Alexandra). Se separaron en 1981 y finalmente se divorciaron. No obstante, le dedicó Old Money, atribuyéndole el haber «siempre levantado mi moral». Más tarde se casó con Denise Lovatt, con quien tuvo una hija, Arabella. Permanecieron casados hasta su muerte. También tuvo otro hijo (Alexander) de su relación con Gillian Pretty Goldsmith, a quien conoció durante su estancia en París.
Aldrich murió el 8 de marzo de 2022 en su casa en North Stonington, Connecticut, un mes antes de cumplir 87 años. Sufría de la enfermedad de Parkinson antes de su muerte.